# Clues

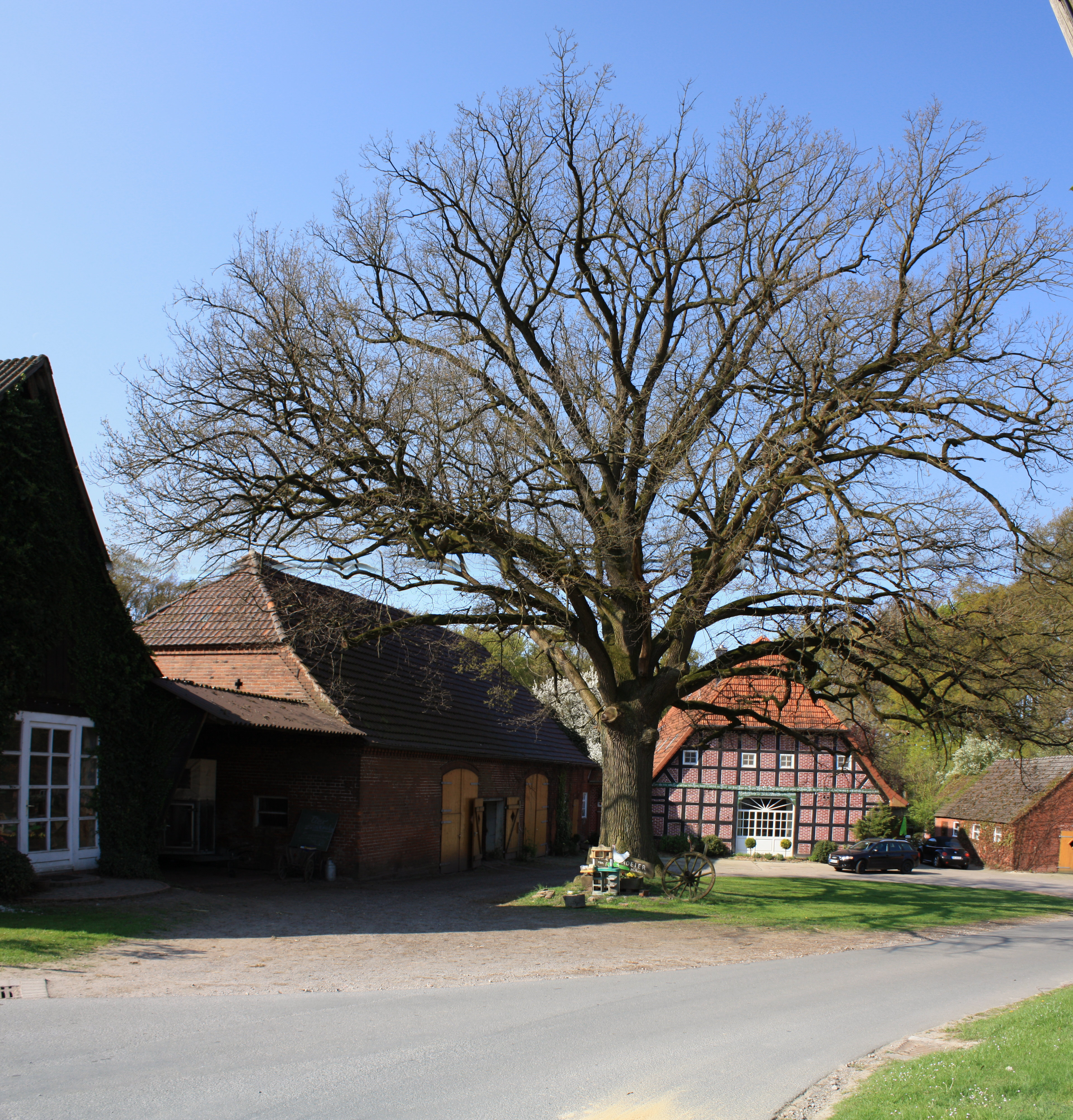
Bauernhof in Clues

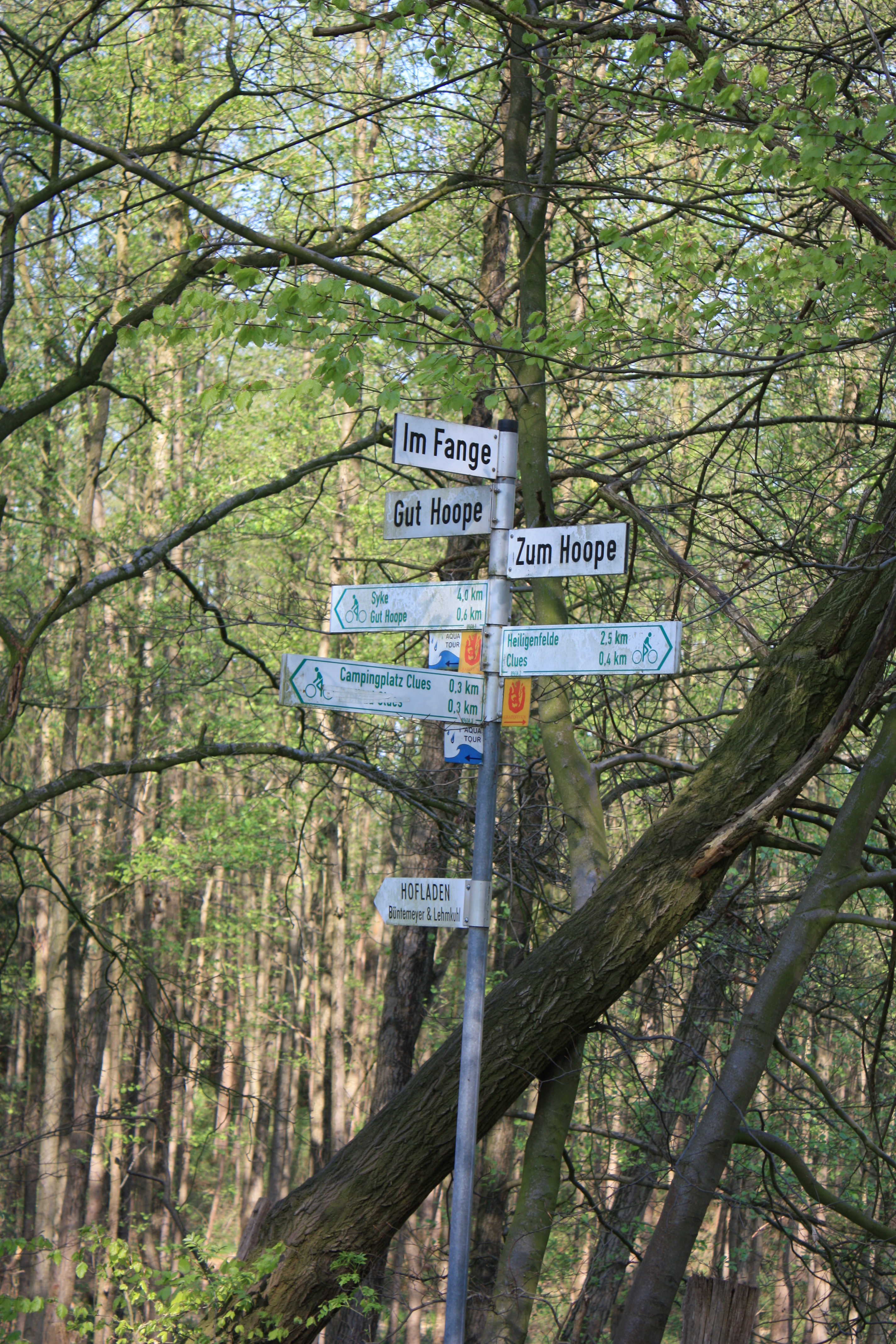
Wegweiser zum Campingplatz Clues

Clues ist ein historischer Ortsteil der Stadt Syke (Landkreis Diepholz) in Niedersachsen. Die ehemals selbstständige Gemeinde wurde 1967 von Heiligenfelde eingemeindet. Seit 1974 bildet Heiligenfelde zusammen mit 12 anderen Ortsteilen die Stadt Syke.
Clues liegt zwischen der Bundesstraße 6 und der Hache, 4 km südlich vom Syker Stadtkern und 1,5 km nordwestlich vom Ortskern Heiligenfelde. Die Hache fließt westlich in 0,5 km Entfernung; die Clueser Beeke fließt von Clues in die Hache. Clues liegt am Naturschutzgebiet Hachetal und Freidorfer Hachetal.

## Sonstiges
- Auf dem Kriegerdenkmal in Heiligenfelde sind die Namen der aus Clues stammenden Gefallenen und Vermissten des Ersten Weltkriegs und des Zweiten Weltkriegs aufgeführt.
- Seit einigen Jahren findet in  Clues ein Treckertreffen mit Teilnehmern aus ganz Deutschland statt. Dazu gehört auch ein Landwirtschaftsflohmarkt und Teilemarkt.
- In Clues befindet sich der Camping-Ferienpark/das Ferienparadies Syke-Clues
- Außerdem wird seit einigen Jahren ein Maislabyrinth angelegt.